# Newton-Cotes-Formeln

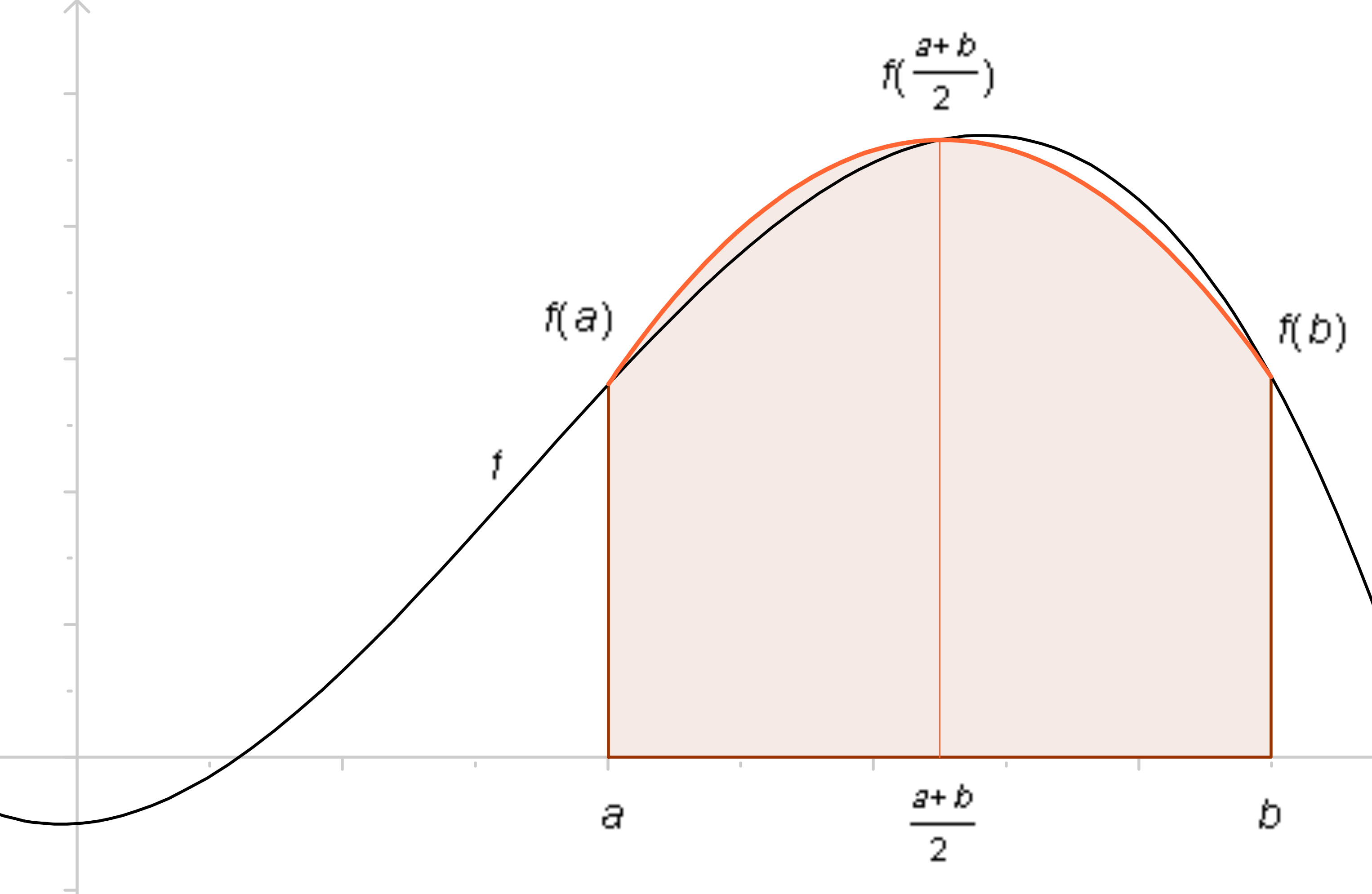
Newton-Cotes-Formel für n = 2

Eine Newton-Cotes-Formel (nach Isaac Newton und Roger Cotes) ist eine Formel für die numerische Integration, also zur näherungsweisen Berechnung von Integralen. Diesen Formeln liegt die Idee zu Grunde, die zu integrierende Funktion durch ein Polynom zu interpolieren und dieses als Näherung exakt zu integrieren. Die Stützstellen der Interpolation werden dabei äquidistant gewählt. 

## Herleitung
Für das zu integrierende Interpolationspolynom {\displaystyle p_{n}(x)} vom Grad {\displaystyle n} werden die Stützstellen
{\displaystyle a\leq x_{0}<x_{1}<\dots <x_{n}\leq b}
äquidistant mit dem konstanten Abstand {\displaystyle h=x_{i+1}-x_{i}} so gewählt, dass sie symmetrisch zur Intervallmitte {\displaystyle {\tfrac {a+b}{2}}} des Integrationsintervalls {\displaystyle [a,b]} liegen. Somit gilt {\displaystyle x_{n-i}=a+b-x_{i}}.
Mit {\displaystyle x_{0}=a} (und somit {\displaystyle x_{n}=b}) erhält man {\displaystyle n} Intervalle der Länge {\displaystyle h} und somit {\displaystyle h={\tfrac {b-a}{n}}} und {\displaystyle x_{i}=a+i\cdot h}. Diese Formeln werden abgeschlossene Newton-Cotes-Formeln genannt.
Mit {\displaystyle x_{0}\neq a} (und somit {\displaystyle x_{n}\neq b}) erhält man offene Newton-Cotes-Formeln:
- Wählt man {\displaystyle x_{0}=a+h} (und somit {\displaystyle x_{n}=b-h}), erhält man {\displaystyle n+2} Intervalle der Länge {\displaystyle h} und somit {\displaystyle h={\tfrac {b-a}{n+2}}} und {\displaystyle x_{i}=a+(1+i)\cdot h}. Diese Formeln werden offene Newton-Cotes-Formeln genannt.
- Wählt man {\displaystyle x_{0}=a+{\tfrac {h}{2}}} (und somit {\displaystyle x_{n}=b-{\tfrac {h}{2}}}), erhält man {\displaystyle n+1} Intervalle der Länge {\displaystyle h} und somit {\displaystyle h={\tfrac {b-a}{n+1}}} und {\displaystyle x_{i}=a+\left({\tfrac {1}{2}}+i\right)\cdot h}. Diese Formeln werden Maclaurin-Formeln genannt.

Zur numerischen Integration von {\displaystyle \int \limits _{a}^{b}f(x)\,dx} wird das Interpolationspolynom {\displaystyle p_{n}(x)} der Funktion {\displaystyle f(x)} zu den gegebenen Stützstellen herangezogen. Für dieses gilt:
{\displaystyle p_{n}(x)=\sum _{i=0}^{n}f(x_{i})l_{i}(x)},
wobei {\displaystyle l_{i}} die Lagrange-Basispolynome sind. Daraus folgt:
{\displaystyle \int \limits _{a}^{b}p_{n}(x)\,dx=(b-a)\sum _{i=0}^{n}f(x_{i}){\frac {1}{b-a}}\int \limits _{a}^{b}l_{i}(x)\,dx}.

## Definition
Für die Newton-Cotes-Formel folgt dann:
{\displaystyle \int \limits _{a}^{b}f(x)\,dx\approx \int \limits _{a}^{b}p_{n}(x)\,dx=(b-a)\sum _{i=0}^{n}w_{i}f(x_{i})}
mit den Gewichten
{\displaystyle w_{i}={\frac {1}{b-a}}\int \limits _{a}^{b}l_{i}(x)\,dx}
Die Gewichte sind symmetrisch, das heißt {\displaystyle w_{n-i}=w_{i}}. 
{\displaystyle l_{i}(x)=\prod _{\begin{smallmatrix}0\leq j\leq n\\j\neq i\end{smallmatrix}}{\frac {x-x_{j}}{x_{i}-x_{j}}}={\frac {(x-x_{0})\cdots (x-x_{i-1})(x-x_{i+1})\cdots (x-x_{n})}{(x_{i}-x_{0})\cdots (x_{i}-x_{i-1})(x_{i}-x_{i+1})\cdots (x_{i}-x_{n})}}}
Wegen der speziellen Wahl der Stützstellen integrieren diese Formeln bei ungeradem {\displaystyle n} Polynome bis zum Grad {\displaystyle n}, bei geradem {\displaystyle n} sogar bis zum Grad {\displaystyle n+1} exakt. Somit sind Newton-Cotes-Formeln mit geradem {\displaystyle n} (also einer ungeraden Anzahl an Stützstellen) denen mit ungeradem {\displaystyle n} vorzuziehen. Diese Eigenschaft nennt man auch Genauigkeitsgrad.
Speziell gilt für {\displaystyle f(x)=1}, dass {\displaystyle \int \limits _{a}^{b}f(x)\,dx=\int \limits _{a}^{b}1\,dx=b-a=(b-a)\sum _{i=0}^{n}w_{i}\cdot 1=(b-a)\sum _{i=0}^{n}w_{i}} und somit {\displaystyle \sum _{i=0}^{n}w_{i}=1}.
Falls {\displaystyle \sum _{i=0}^{n}|w_{i}|>\sum _{i=0}^{n}w_{i}=1}, was bei Gewichten mit verschiedenen Vorzeichen der Fall ist, besteht die Gefahr, dass sich die Rundungsfehler aufschaukeln oder Auslöschung eintritt. Daher sind aus numerischen Gründen Formeln mit positiven Gewichten zu bevorzugen. Da für großes {\displaystyle n} das Interpolationspolynom {\displaystyle p_{n}(x)} unbrauchbar ist, sind ebenso Formeln mit großem {\displaystyle n} nicht empfehlenswert. Will man bessere Näherungen erreichen, so empfiehlt sich die Verwendung von summierten Formeln.
{\displaystyle E(f)=\int \limits _{a}^{b}f(x)\,dx-\int \limits _{a}^{b}p_{n}(x)\,dx}
ist der Fehler (Verfahrensfehler), der bei der Anwendung der Newton-Cotes-Formel gemacht wird. Dieser hat bei der speziellen Wahl der Stützstellen für {\displaystyle (p+1)}-mal auf {\displaystyle [a,b]} stetig differenzierbar reellwertige Funktionen {\displaystyle f(x)} immer die Form
{\displaystyle E(f)=K\cdot f^{(p+1)}(\xi )},
wobei {\displaystyle K} eine von {\displaystyle f(x)} unabhängige Konstante und {\displaystyle \xi \in [a,b]} ein nur in Ausnahmefällen bekannter Zwischenwert ist. Wäre er generell bekannt, könnte man {\displaystyle E(f)} und somit auch das Integral exakt ausrechnen, im Widerspruch zu der Tatsache, dass es unendlich viele Integrale gibt, die man nicht exakt berechnen kann. Der Fehler ist Null für alle Funktionen, deren {\displaystyle (p+1)}-te Ableitung Null ist, also für alle Polynome vom Grad kleiner oder gleich {\displaystyle p}. Somit ist {\displaystyle p} der Genauigkeitsgrad. Der Wert {\displaystyle p+1} wird auch als (polynomiale) Ordnung der Newton-Cotes-Formel bezeichnet.
Mit Hilfe des Verfahrensfehlers erhält man die Fehlerabschätzung:
{\displaystyle |E(f)|\leq |K|\cdot \max _{a\leq \xi \leq b}\left|f^{(p+1)}(\xi )\right|}.
Der exakte Fehler ist immer kleiner oder gleich dieser Fehlerabschätzung, wie auch die unten angegebenen Beispiele zeigen.

### Abgeschlossene Newton-Cotes-Formeln
Die angegebenen Stützstellen {\displaystyle t_{i}} gelten für das Integrationsintervall {\displaystyle [0,1]}: {\displaystyle t_{0}=0,t_{i}={\frac {i}{n}},t_{n}=1}. Für ein allgemeines Intervall {\displaystyle [a,b]} sind die Stützstellen {\displaystyle x_{i}=a+t_{i}\cdot (b-a)}.
| {\displaystyle n} | Name                                         | Stützstellen {\displaystyle t_{i}}                                                                                           | Gewichte {\displaystyle w_{i}} | {\displaystyle E(f)}                                                                  |
| ----------------- | -------------------------------------------- | --- | --- | ------------------------------------------------------------------------------------- |
| 1                 | Trapezregel Sehnentrapezregel                | {\displaystyle 0\quad 1} | {\displaystyle {\frac {1}{2}}\quad {\frac {1}{2}}} | {\displaystyle -{\frac {(b-a)^{3}}{12}}f''(\xi )}                                     |
| 2                 | Simpson-Regel Keplersche Fassregel           | {\displaystyle 0\quad {\frac {1}{2}}\quad 1}                                                                                 | {\displaystyle {\frac {1}{6}}\quad {\frac {4}{6}}\quad {\frac {1}{6}}} | {\displaystyle -{\frac {\left({\frac {b-a}{2}}\right)^{5}}{90}}f^{(4)}(\xi )}         |
| 3                 | 3/8-Regel Pulcherrima                        | {\displaystyle 0\quad {\frac {1}{3}}\quad {\frac {2}{3}}\quad 1}                                                             | {\displaystyle {\frac {1}{8}}\quad {\frac {3}{8}}\quad {\frac {3}{8}}\quad {\frac {1}{8}}}                                                                                     | {\displaystyle -{\frac {3\left({\frac {b-a}{3}}\right)^{5}}{80}}f^{(4)}(\xi )}        |
| 4                 | Milne-Regel Boole-Regel                      | {\displaystyle 0\quad {\frac {1}{4}}\quad {\frac {2}{4}}\quad {\frac {3}{4}}\quad 1}                                         | {\displaystyle {\frac {7}{90}}\quad {\frac {32}{90}}\quad {\frac {12}{90}}\quad {\frac {32}{90}}\quad {\frac {7}{90}}}                                                         | {\displaystyle -{\frac {8\left({\frac {b-a}{4}}\right)^{7}}{945}}f^{(6)}(\xi )}       |
| 5                 | 6-Punkt-Regel                                | {\displaystyle 0\quad {\frac {1}{5}}\quad {\frac {2}{5}}\quad {\frac {3}{5}}\quad {\frac {4}{5}}\quad 1}                     | {\displaystyle {\frac {19}{288}}\quad {\frac {75}{288}}\quad {\frac {50}{288}}\quad {\frac {50}{288}}\quad {\frac {75}{288}}\quad {\frac {19}{288}}}                           | {\displaystyle -{\frac {275\left({\frac {b-a}{5}}\right)^{7}}{12\,096}}f^{(6)}(\xi )} |
| 6                 | Weddle-Regel (nach Thomas Weddle, 1817–1853) | {\displaystyle 0\quad {\frac {1}{6}}\quad {\frac {2}{6}}\quad {\frac {3}{6}}\quad {\frac {4}{6}}\quad {\frac {5}{6}}\quad 1} | {\displaystyle {\frac {41}{840}}\quad {\frac {216}{840}}\quad {\frac {27}{840}}\quad {\frac {272}{840}}\quad {\frac {27}{840}}\quad {\frac {216}{840}}\quad {\frac {41}{840}}} | {\displaystyle -{\frac {9\left({\frac {b-a}{6}}\right)^{9}}{1400}}f^{(8)}(\xi )}      |

Die gekürzten Werte aller Gewichte bis {\displaystyle n=10} betragen:
| n  | Gewichte |
| -- | --- |
| 1  | {\displaystyle \{{\tfrac {1}{2}},{\tfrac {1}{2}}\}} |
| 2  | {\displaystyle \{{\tfrac {1}{6}},{\tfrac {2}{3}},{\tfrac {1}{6}}\}} |
| 3  | {\displaystyle \{{\tfrac {1}{8}},{\tfrac {3}{8}},{\tfrac {3}{8}},{\tfrac {1}{8}}\}} |
| 4  | {\displaystyle \{{\tfrac {7}{90}},{\tfrac {16}{45}},{\tfrac {2}{15}},{\tfrac {16}{45}},{\tfrac {7}{90}}\}} |
| 5  | {\displaystyle \{{\tfrac {19}{288}},{\tfrac {25}{96}},{\tfrac {25}{144}},{\tfrac {25}{144}},{\tfrac {25}{96}},{\tfrac {19}{288}}\}} |
| 6  | {\displaystyle \{{\tfrac {41}{840}},{\tfrac {9}{35}},{\tfrac {9}{280}},{\tfrac {34}{105}},{\tfrac {9}{280}},{\tfrac {9}{35}},{\tfrac {41}{840}}\}} |
| 7  | {\displaystyle \{{\tfrac {751}{17280}},{\tfrac {3577}{17280}},{\tfrac {49}{640}},{\tfrac {2989}{17280}},{\tfrac {2989}{17280}},{\tfrac {49}{640}},{\tfrac {3577}{17280}},{\tfrac {751}{17280}}\}}                                                                                                 |
| 8  | {\displaystyle \{{\tfrac {989}{28350}},{\tfrac {2944}{14175}},-{\tfrac {464}{14175}},{\tfrac {5248}{14175}},-{\tfrac {454}{2835}},{\tfrac {5248}{14175}},-{\tfrac {464}{14175}},{\tfrac {2944}{14175}},{\tfrac {989}{28350}}\}}                                                                   |
| 9  | {\displaystyle \{{\tfrac {2857}{89600}},{\tfrac {15741}{89600}},{\tfrac {27}{2240}},{\tfrac {1209}{5600}},{\tfrac {2889}{44800}},{\tfrac {2889}{44800}},{\tfrac {1209}{5600}},{\tfrac {27}{2240}},{\tfrac {15741}{89600}},{\tfrac {2857}{89600}}\}}                                               |
| 10 | {\displaystyle \{{\tfrac {16067}{598752}},{\tfrac {26575}{149688}},-{\tfrac {16175}{199584}},{\tfrac {5675}{12474}},-{\tfrac {4825}{11088}},{\tfrac {17807}{24948}},-{\tfrac {4825}{11088}},{\tfrac {5675}{12474}},-{\tfrac {16175}{199584}},{\tfrac {26575}{149688}},{\tfrac {16067}{598752}}\}} |

Für {\displaystyle n=8} gilt {\displaystyle w_{i}<0} für {\displaystyle i=2,4,6} und {\displaystyle \textstyle \sum _{i=0}^{n}|w_{i}|=1{,}45\dots } Für {\displaystyle n=10} gilt {\displaystyle \sum _{i=0}^{n}|w_{i}|=3{,}064794\dots }
Beispiel: {\displaystyle \int \limits _{1}^{3}{\frac {1}{x}}\,dx=\ln(3)-\ln(1)=\ln(3)=1{,}098612\dots }
Näherung mit Simpson-Regel ({\displaystyle n=2}). Es gilt {\displaystyle h={\frac {b-a}{n}}={\frac {2}{2}}=1} und {\displaystyle x_{0}=a=1}.
{\displaystyle \int \limits _{1}^{3}p_{2}(x)\,dx=2\cdot \left({\frac {1}{6}}f(1)+{\frac {4}{6}}f(2)+{\frac {1}{6}}f(3)\right)=2\cdot \left({\frac {1}{6}}\cdot 1+{\frac {4}{6}}\cdot {\frac {1}{2}}+{\frac {1}{6}}\cdot {\frac {1}{3}}\right)={\frac {10}{9}}=1{,}{\overline {1}}}
Verfahrensfehler: Mit {\displaystyle f^{(4)}(\xi )={\frac {4!}{\xi ^{5}}}} erhält man {\displaystyle E(f)=-{\frac {1}{90}}\cdot \left({\frac {2}{2}}\right)^{5}\cdot {\frac {4!}{\xi ^{5}}}=-{\frac {4}{15}}\cdot {\frac {1}{\xi ^{5}}}} mit {\displaystyle \xi \in [1,3]}
Fehlerabschätzung: {\displaystyle |E(f)|\leq {\frac {4}{15}}\cdot \max _{1\leq \xi \leq 3}\left|{\frac {1}{\xi ^{5}}}\right|={\frac {4}{15}}\cdot {\frac {1}{1}}=0{,}2{\overline {6}}}
Exakter Fehler: {\displaystyle {\breve {a}}|E(f)|=\left|\int \limits _{1}^{3}{\frac {1}{x}}\,dx-\int \limits _{1}^{3}p_{2}(x)\,dx\right|=\left|1{,}098612\ldots -1{,}{\overline {1}}\right|=0{,}012498\ldots <0{,}2{\overline {6}}}

### Offene Newton-Cotes-Formeln
Die Stützstellen {\displaystyle t_{i}} gelten für das Integrationsintervall {\displaystyle [0,1]}: {\displaystyle t_{0}={\tfrac {1}{n+2}},t_{i}={\tfrac {i+1}{n+2}},t_{n}={\tfrac {n+1}{n+2}}}. Für ein allgemeines Intervall {\displaystyle [a,b]} sind die Stützstellen {\displaystyle x_{i}=a+t_{i}\cdot (b-a)}.
| {\displaystyle n} | Name                                                 | Stützstellen {\displaystyle t_{i}} | Gewichte {\displaystyle w_{i}} | {\displaystyle E(f)}                                                                  |
| ----------------- | ---------------------------------------------------- | --- | --- | ------------------------------------------------------------------------------------- |
| 0                 | Rechteckregel Mittelpunktsregel Tangententrapezregel | {\displaystyle {\frac {1}{2}}} | {\displaystyle 1\quad } | {\displaystyle {\frac {(b-a)^{3}}{24}}f''(\xi )}                                      |
| 1                 |                                                      | {\displaystyle {\frac {1}{3}}\quad {\frac {2}{3}}} | {\displaystyle {\frac {1}{2}}\quad {\frac {1}{2}}} | {\displaystyle {\frac {3\left({\frac {b-a}{3}}\right)^{3}}{4}}f''(\xi )}              |
| 2                 |                                                      | {\displaystyle {\frac {1}{4}}\quad {\frac {2}{4}}\quad {\frac {3}{4}}}                                                                                 | {\displaystyle {\frac {2}{3}}\quad -{\frac {1}{3}}\quad {\frac {2}{3}}} | {\displaystyle {\frac {14\left({\frac {b-a}{4}}\right)^{5}}{45}}f^{(4)}(\xi )}        |
| 3                 |                                                      | {\displaystyle {\frac {1}{5}}\quad {\frac {2}{5}}\quad {\frac {3}{5}}\quad {\frac {4}{5}}}                                                             | {\displaystyle {\frac {11}{24}}\quad {\frac {1}{24}}\quad {\frac {1}{24}}\quad {\frac {11}{24}}}                                                                                         | {\displaystyle {\frac {95\left({\frac {b-a}{5}}\right)^{5}}{144}}f^{(4)}(\xi )}       |
| 4                 |                                                      | {\displaystyle {\frac {1}{6}}\quad {\frac {2}{6}}\quad {\frac {3}{6}}\quad {\frac {4}{6}}\quad {\frac {5}{6}}}                                         | {\displaystyle {\frac {11}{20}}\quad -{\frac {14}{20}}\quad {\frac {26}{20}}\quad -{\frac {14}{20}}\quad {\frac {11}{20}}}                                                               | {\displaystyle {\frac {41\left({\frac {b-a}{6}}\right)^{7}}{140}}f^{(6)}(\xi )}       |
| 5                 |                                                      | {\displaystyle {\frac {1}{7}}\quad {\frac {2}{7}}\quad {\frac {3}{7}}\quad {\frac {4}{7}}\quad {\frac {5}{7}}\quad {\frac {6}{7}}}                     | {\displaystyle {\frac {611}{1440}}\quad -{\frac {453}{1440}}\quad {\frac {562}{1440}}\quad {\frac {562}{1440}}\quad -{\frac {453}{1440}}\quad {\frac {611}{1440}}}                       | {\displaystyle {\frac {5257\left({\frac {b-a}{7}}\right)^{7}}{8640}}f^{(6)}(\xi )}    |
| 6                 |                                                      | {\displaystyle {\frac {1}{8}}\quad {\frac {2}{8}}\quad {\frac {3}{8}}\quad {\frac {4}{8}}\quad {\frac {5}{8}}\quad {\frac {6}{8}}\quad {\frac {7}{8}}} | {\displaystyle {\frac {460}{945}}\quad -{\frac {954}{945}}\quad {\frac {2196}{945}}\quad -{\frac {2459}{945}}\quad {\frac {2196}{945}}\quad -{\frac {954}{945}}\quad {\frac {460}{945}}} | {\displaystyle {\frac {3956\left({\frac {b-a}{8}}\right)^{9}}{14\,175}}f^{(8)}(\xi )} |

Für {\displaystyle n=5} gilt {\displaystyle \textstyle \sum _{i=0}^{n}|w_{i}|={\frac {3252}{1440}}=2{,}258333\dots } Für {\displaystyle n=6} gilt {\displaystyle \textstyle \sum _{i=0}^{n}|w_{i}|={\frac {9679}{945}}=10{,}24\dots }
Von diesen Formeln ist nur die Rechteckregel empfehlenswert. Die Formel für {\displaystyle n=1} hat bei höherem Aufwand die gleiche Ordnung wie die Rechteckregel, die höheren Formeln haben negative Gewichte.
Beispiel: {\displaystyle \int \limits _{1}^{3}{\frac {1}{x}}\,dx=\ln(3)-\ln(1)=\ln(3)=1{,}098612\dots }
Näherung mit der Formel für {\displaystyle n=2}. Es gilt {\displaystyle h={\frac {b-a}{n+2}}={\frac {2}{4}}={\frac {1}{2}}} und {\displaystyle x_{0}=a+h={\frac {3}{2}}}.
{\displaystyle \int \limits _{1}^{3}p_{2}(x)\,dx=2\cdot \left({\frac {2}{3}}f\!\left({\frac {3}{2}}\right)-{\frac {1}{3}}f\!\left({\frac {4}{2}}\right)+{\frac {2}{3}}f\!\left({\frac {5}{2}}\right)\right)=2\cdot \left({\frac {2}{3}}\cdot {\frac {2}{3}}-{\frac {1}{3}}\cdot {\frac {2}{4}}+{\frac {2}{3}}\cdot {\frac {2}{5}}\right)={\frac {49}{45}}=1{,}0{\overline {8}}}.
Verfahrensfehler: Mit {\displaystyle f^{(4)}(\xi )={\frac {4!}{\xi ^{5}}}} erhält man {\displaystyle E(f)={\frac {14}{45}}\cdot \left({\frac {2}{4}}\right)^{5}\cdot {\frac {4!}{\xi ^{5}}}={\frac {7}{30}}\cdot {\frac {1}{\xi ^{5}}}} mit {\displaystyle \xi \in [1,3]}.
Fehlerabschätzung: {\displaystyle |E(f)|\leq {\frac {7}{30}}\cdot \max _{1\leq \xi \leq 3}\left|{\frac {1}{\xi ^{5}}}\right|={\frac {7}{30}}\cdot {\frac {1}{1}}=0{,}2{\overline {3}}}
Exakter Fehler: {\displaystyle |E(f)|=\left|\int \limits _{1}^{3}{\frac {1}{x}}\,dx-\int \limits _{1}^{3}p_{2}(x)\,dx\right|=\left|1{,}098612\ldots -1{,}0{\overline {8}}\right|=0{,}009723\ldots <0{,}2{\overline {3}}}

### Maclaurin-Formeln
Diese Formeln sind nach Colin Maclaurin benannt. Die Stützstellen {\displaystyle t_{i}} gelten für das Integrationsintervall {\displaystyle [0,1]}: {\displaystyle t_{0}={\tfrac {1}{2n+2}},t_{i}={\tfrac {2i+1}{2n+2}},t_{n}={\tfrac {2n+1}{2n+2}}}. Für ein allgemeines Intervall {\displaystyle [a,b]} sind die Stützstellen {\displaystyle x_{i}=a+t_{i}\cdot (b-a)}.
| {\displaystyle n} | Name                                                 | Stützstellen {\displaystyle t_{i}}                                                                                  | Gewichte {\displaystyle w_{i}} | {\displaystyle E(f)}                                                                   |
| ----------------- | ---------------------------------------------------- | --- | --- | -------------------------------------------------------------------------------------- |
| 0                 | Rechteckregel Mittelpunktsregel Tangententrapezregel | {\displaystyle {\frac {1}{2}}}                                                                                      | {\displaystyle 1\quad } | {\displaystyle {\frac {(b-a)^{3}}{24}}f''(\xi )}                                       |
| 1                 |                                                      | {\displaystyle {\frac {1}{4}}\quad {\frac {3}{4}}}                                                                  | {\displaystyle {\frac {1}{2}}\quad {\frac {1}{2}}}                                                                                      | {\displaystyle {\frac {\left({\frac {b-a}{2}}\right)^{3}}{12}}f''(\xi )}               |
| 2                 |                                                      | {\displaystyle {\frac {1}{6}}\quad {\frac {1}{2}}\quad {\frac {5}{6}}}                                              | {\displaystyle {\frac {3}{8}}\quad {\frac {2}{8}}\quad {\frac {3}{8}}}                                                                  | {\displaystyle {\frac {21\left({\frac {b-a}{3}}\right)^{5}}{640}}f^{(4)}(\xi )}        |
| 3                 |                                                      | {\displaystyle {\frac {1}{8}}\quad {\frac {3}{8}}\quad {\frac {5}{8}}\quad {\frac {7}{8}}}                          | {\displaystyle {\frac {13}{48}}\quad {\frac {11}{48}}\quad {\frac {11}{48}}\quad {\frac {13}{48}}}                                      | {\displaystyle {\frac {103\left({\frac {b-a}{4}}\right)^{5}}{1440}}f^{(4)}(\xi )}      |
| 4                 |                                                      | {\displaystyle {\frac {1}{10}}\quad {\frac {3}{10}}\quad {\frac {5}{10}}\quad {\frac {7}{10}}\quad {\frac {9}{10}}} | {\displaystyle {\frac {275}{1152}}\quad {\frac {100}{1152}}\quad {\frac {402}{1152}}\quad {\frac {100}{1152}}\quad {\frac {275}{1152}}} | {\displaystyle {\frac {5575\left({\frac {b-a}{5}}\right)^{7}}{193\,536}}f^{(6)}(\xi )} |

Für {\displaystyle n=6} gilt {\displaystyle \sum _{i=0}^{n}|w_{i}|=1{,}363\dots } Für {\displaystyle n=8} gilt {\displaystyle \sum _{i=0}^{n}|w_{i}|=3{,}433\dots }
Beispiel: {\displaystyle \int \limits _{1}^{3}{\frac {1}{x}}\,dx=\ln(3)-\ln(1)=\ln(3)=1{,}098612\dots }
Näherung mit der Formel für {\displaystyle n=2}. Es gilt {\displaystyle h={\frac {b-a}{n+1}}={\frac {2}{3}}} und {\displaystyle x_{0}=a+{\frac {h}{2}}={\frac {4}{3}}}.
{\displaystyle \int \limits _{1}^{3}p_{2}(x)\,dx=2\cdot \left({\frac {3}{8}}f\!\left({\frac {4}{3}}\right)+{\frac {2}{8}}f\!\left({\frac {6}{3}}\right)+{\frac {3}{8}}f\!\left({\frac {8}{3}}\right)\right)=2\cdot \left({\frac {3}{8}}\cdot {\frac {3}{4}}+{\frac {2}{8}}\cdot {\frac {3}{6}}+{\frac {3}{8}}\cdot {\frac {3}{8}}\right)={\frac {105}{96}}=1{,}09375}
Verfahrensfehler: Mit {\displaystyle f^{(4)}(\xi )={\frac {4!}{\xi ^{5}}}} erhält man {\displaystyle E(f)={\frac {21}{640}}\cdot \left({\frac {2}{3}}\right)^{5}\cdot {\frac {4!}{\xi ^{5}}}={\frac {14}{135}}\cdot {\frac {1}{\xi ^{5}}}} mit {\displaystyle \xi \in [1,3]}.
Fehlerabschätzung: {\displaystyle |E(f)|\leq {\frac {14}{135}}\cdot \max _{1\leq \xi \leq 3}\left|{\frac {1}{\xi ^{5}}}\right|={\frac {14}{135}}\cdot {\frac {1}{1}}=0{,}1{\overline {037}}}
Exakter Fehler: {\displaystyle |E(f)|=\left|\int \limits _{1}^{3}{\frac {1}{x}}\,dx-\int \limits _{1}^{3}p_{2}(x)\,dx\right|=|1{,}098612\ldots -1{,}09375|=0{,}000486\ldots <0{,}1{\overline {037}}}

## Summierte Newton-Cotes-Formeln
Ab Grad 8 treten bei vielen Newton-Cotes-Formeln negative Gewichte auf, was die Gefahr der Auslöschung mit sich bringt. Außerdem kann man im Allgemeinen keine Konvergenz erwarten, da die Polynominterpolation schlecht konditioniert ist. Bei größeren Integrationsbereichen {\displaystyle [a,b]} unterteilt man diese daher in einzelne Teilintervalle und wendet auf jedes einzelne Teilintervall eine Formel niedriger Ordnung an.